# Cyanofycin
Cyanofycin (také CGP z angl. cyanophycin granule polypeptide) je kopolymer kyseliny asparagové a argininu, který se vyskytuje v buňkách sinic (ale i jiných bakterií, např. rody Acinetobacter, Bordetella, Clostridium) v podobě zrn. Slouží především jako zásoba dusíkatých látek.
Klíčovým enzymem, který syntetizuje tuto látku, je cyanofycin syntetáza(CphA), která za pomoci ATP katalyzuje kondenzaci obou stavebních aminokyselin. Na jeho zpětném rozkladu se účastní cyanofycinázy. Cyanofycin může představovat slibný zdroj některých látek např. ve farmaceutice.